# 后翼弃兵
后翼棄兵（Queen's Gambit; Aleppo Gambit）是一種國際象棋的封閉性開局方式，走法為
- 1.d4 d5
- 2.c4

其中的d4 d5即為封閉性開局，之後白方應c4即為后翼棄兵，由於c4（后翼）的兵可能會被吃子，因此得名。
后翼棄兵是幾種最古老的開局方式之一，在1490年的哥廷根手稿中就有提到此開局方式，不過在1873年維也納國際象棋聯赛起，后翼棄兵的開局方式才比較常見。
當威廉·斯坦尼茨及西格贝特·塔拉什開始研究國際象棋理論時，后翼棄兵開始受到歡迎，在1920一至1930年之間到達頂點，1927年國際象棋世界冠軍賽中由何塞·劳尔·卡帕布兰卡及亚历山大·阿廖欣對弈的34場棋局中，只有二場未使用后翼棄兵開始。不過在二次大戰之後，由於黑方較常使用印度防禦(1.d4 Nf6)的方式開局，不用雙后兵開局(1.d4 d5)的方式開局，因此后翼棄兵的使用率下降。不過后翼棄兵還是許多国际象棋特级大师開局策略中重要的一部份。

## 簡介
白方下 2.c4，試圖要用后翼的兵（c列的兵）來交換中央的兵（黑方d列的兵），用e2–e4來支配棋盤的中心。有些研究者認為后翼棄兵不算是真正的棄兵，因為白方後來仍可以將黑方的c4兵吃子。
后翼棄兵的目的是為了控制棋盤中心。有許多变局，但黑方的回應常見的是以下三种应法：
- 2...e6 拒翼棄兵(Queen's Gambit Declined 或 QGD)。黑方最主要的下法，有許多變例。若是拒后翼棄兵的應法，黑方多半讓d5棋子維持在原位，通常黑方會受到束縛，不過黑方的目的是換子，並且利用c5和e5的进兵突破（pawn breaks），讓後面的棋勢比較自由靈活。
- 2...dxc4  接受后翼弃兵(Queen's Gambit Accepted 或 QGA)。黑方下2.dxc4，吃掉后翼的兵，暫時放棄中心，但在出子上會比較自由。相對QGD更冷門。
- 2...c6 斯拉夫防禦(Slav Defence)。黑方若在開局中下e6和c6，他的開局便同時擁有了斯拉夫防禦和拒翼棄兵的特徵，並被歸類為半斯拉夫防禦。

以下的變例較少被採用。
- 2...e5 阿爾賓反棄兵(Albin Countergambit)
- 2...Nc6 奇戈林防御(Chigorin Defense)
- 2...Bf5!? 波羅的海防禦(Baltic Defense)
- 2...c5 对称防御(Symmetrical Defense) 又稱奧地利防禦(Austrian Defense)
- 2...Nf6?! 马歇尔防御(Marshall Defense)

## 延伸閲讀
- Marović, Dražen. . Cadogan Books. 1992. ISBN 1-85744-016-1.
- Ward, Chris. . Everyman Chess. 2006. ISBN 1-85744-411-6.
- Schandorff, Lars. . Quality Chess. 2009. ISBN 978-1-906552-18-3.
- Komarov, Dmitry; Djuric, Stefan; Pantaleoni, Claudio. . New In Chess. 2009. ISBN 978-90-5691-269-7.
- Lemos, Damian. (2015). The Queen's Gambit. Everyman Chess. ISBN 978-1781942604. OCLC 921240674.

## 外部連結
- "Queen's Gambit" （页面存档备份，存于） video and explanation, TheChessWebsite.com
- "Queen's Gambit Accepted Traps" （页面存档备份，存于） video and explanation, Chessworld.net